# Nazionale maschile di cricket di Turks e Caicos
La Nazionale maschile di cricket di Turks e Caicos rappresenta il territorio britannico d'oltremare delle Isole Turks e Caicos nelle competizioni internazionali di cricket. La formazione è affiliata all'International Cricket Council (ICC) come membro associato e partecipa alle attività dell'ICC Americas, la regione che comprende le nazionali del continente americano.

## Storia

### Le origini
Il cricket è considerato lo sport nazionale delle Isole Turks e Caicos. Il territorio è diventato membro affiliato dell'International Cricket Council nel 2002 e ha ottenuto lo status di membro associato nel 2017.
La nazionale di cricket delle Isole Turks e Caicos ha debuttato a livello internazionale nel 2004, partecipando all'Americas Affiliates Championship, dove ha affrontato per la prima volta la selezione delle Bahamas. La squadra ha concluso il torneo al quarto posto, ottenendo una sola vittoria, contro il Suriname.
Nel 2006 ha preso parte alla Division Three dell'ICC Americas Championship, classificandosi al secondo posto dietro al Suriname e mancando di poco la promozione alla Division Two.
Nel 2008, le Isole Turks e Caicos sono state invitate a partecipare allo Stanford 20/20, un torneo caraibico di cricket in formato Twenty20. In quell'occasione, la squadra ha disputato un turno preliminare contro Montserrat, perdendo l'incontro con un margine di 9 wicket. Donovan Matthews è stato il miglior realizzatore per le Isole Turks e Caicos con 25 punti, mentre nessun altro battitore ha raggiunto la doppia cifra. Henry Saunders ha ottenuto l'unico wicket nell'inning di Montserrat.
Successivamente, nello stesso anno, la squadra ha partecipato all'ICC Americas Championship Division Three, vincendo il torneo e ottenendo la promozione in Division Two.
Nel 2010 ha preso parte alla Division Two dello stesso campionato, concludendo al quarto posto e mantenendo il proprio status nella divisione, giocando l'ultima partita internazionale dei successivi 15 anni.

### Status T20 e le prime serie internazionali
Nell'aprile 2018, l'ICC ha deciso di concedere lo status completo di Twenty20 International (T20I) a tutti i suoi membri. Pertanto, tutte le partite Twenty20 giocate tra le Turks e Caicos e gli altri membri dell'ICC dal 1° gennaio 2019 hanno lo status T20I. La selezione delle Turks e Caicos ha esordito il 17 aprile 2025, perdendo di 49 runs contro Panama durante i Campionati centroamericani maschili di cricket T20 2025 disputati a Panama City, concludendo in terza posizione la fase a gironi, qualificandosi per la finale terzo posto, persa contro Costa Rica per 21 runs.

## Albo d'oro

### Campionati centroamericani T20
| Anno   | Round            | Pos.             | GP               | W                | L                | T                | NR               |
| ------ | ---------------- | ---------------- | ---------------- | ---------------- | ---------------- | ---------------- | ---------------- |
| 2019   | Non partecipante | Non partecipante | Non partecipante | Non partecipante | Non partecipante | Non partecipante | Non partecipante |
| 2024   | Non partecipante | Non partecipante | Non partecipante | Non partecipante | Non partecipante | Non partecipante | Non partecipante |
| 2025   | Quarto posto     | 4/4              | 4                | 1                | 3                | 0                | 0                |
| Totale | Totale           | Totale           | 4                | 1                | 3                | 0                | 0                |

## Statistiche
Partite internazionali – Costa Rica
Aggiornato al 20 aprile 2025.
| Record                  |   |   |   |   |      |
| Format                  | M | W | L | T | D/NR |
| Twenty20 Internationals | 4 | 1 | 3 | 0 | 0    |

### T20
Aggiornato al 20 aprile 2025 
| Nazionale            | P                    | W                    | L                    | T                    | NR                   |
| vs Associate Members | vs Associate Members | vs Associate Members | vs Associate Members | vs Associate Members | vs Associate Members |
| -------------------- | -------------------- | -------------------- | -------------------- | -------------------- | -------------------- |
| Costa Rica           | 2                    | 1                    | 1                    | 0                    | 0                    |
| Messico              | 1                    | 0                    | 1                    | 0                    | 0                    |
| Panama               | 1                    | 0                    | 1                    | 0                    | 0                    |
| Totale               | 4                    | 1                    | 3                    | 0                    | 0                    |